# Jean Élysée Baux
Pour les articles homonymes, voir Baux.
Jean Élysée Baux, né à Marseille le 29 octobre 1796 et mort à Marseille le 12 octobre 1865, est un homme politique français, ayant été maire de Marseille.

## Biographie
Issu d'une grande famille protestante de Marseille, Jean Elisée Baux est le fils d'Elisée Baux, négociant à Marseille, et de Suzanne Fraissinet. Il fait ses classes au lycée de Marseille, actuel lycée Thiers, et devient négociant. 
Le 9 avril 1848 il était nommé maire de Marseille en remplacement de Barthélemy. Il eut à faire face à une grave crise de chômage. Pour cela il développa les ateliers nationaux. C’est dans ce cadre que les travaux de la corniche commencèrent de l’avenue du Prado en direction du pont de la fausse monnaie. Baux écrivit le 23 mai 1848 au gouvernement : « Le rapport sous lequel le gouvernement aura surtout à considérer notre position avec sollicitude, c’est celui de la nécessité où se trouve la ville de continuer à donner du travail à environ 9 000 ouvriers….que la paix soit troublée à Marseille, tout le midi est en feu.». C’est durant son mandat qu’eurent lieu le 20 juin 1848 des émeutes avec barricades à la place Castellane et à la place aux œufs (ou place jean Guin) cette dernière disparut après les travaux de démolition du quartier situé derrière la Bourse. Il fut remplacé par Louis-Marie Albe le 13 octobre 1848. En 1856, il a une fille, Marguerite Baux.